# Gasteracantha picta
Gasteracantha picta là một loài nhện trong họ Araneidae.
Loài này thuộc chi Gasteracantha. Gasteracantha picta được Tord Tamerlan Teodor Thorell miêu tả năm 1892.